# 마쓰다이라 다케아키라

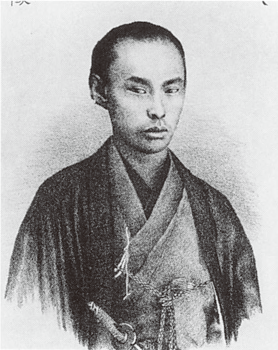
마쓰다이라 다케아키라

마쓰다이라 다케아키라(일본어: 松平武聰, 1842년 3월 7일 ~ 1882년 11월 7일)는 이와미 하마다 번 제4대 번주, 미마사카 다즈타 번주를 지냈다. 오치 마쓰다이라가 제8대 당주. 친부는 미토번주 도쿠가와 나리아키이며 그의 10남으로 태어났다. 도쿠가와 요시노부와는 배다른 형제이다.
| 전임 마쓰다이라 다케나리 | 제8대 오치 마쓰다이라가 당주 1847년 ~ 1873년 | 후임 마쓰다이라 다케나가 |

| 전임 마쓰다이라 다케나리 | 제4대 하마다 번 번주 (오치 마쓰다이라가) 1847년 ~ 1866년 | 후임 조슈번의 점령으로 폐번, 오치가는 다즈타로 쫓겨남 |

|  | 다즈타 번 번주 (오치 마쓰다이라가) 1867년 ~ 1871년 | 후임 폐번치현 |